# ليو إدواردز
ليو إدواردز (بالإنجليزية: Leo Edwards)‏ هو ملحن أمريكي، ولد في 21 فبراير 1886، وتوفي في 12 يوليو 1978.

## وصلات خارجية
- ليو إدواردز على موقع IMDb (الإنجليزية)
- ليو إدواردز على موقع قاعدة بيانات برودواي على الإنترنت (الإنجليزية)